# 奧古斯丁-路易·柯西
奧古斯丁-路易·柯西（法語：Augustin-Louis Cauchy，發音：[oɡystɛ̃ lwi koʃi]；1789年8月21日—1857年5月23日），法國數學家。

## 生平
奧古斯丁-路易·柯西於1789年8月21日出生於高級官員家庭，他的父親路易· 弗朗索瓦· 柯西是法國波旁王朝的官員，由於家庭的原因，柯西本人屬於擁護波旁王朝的「正統派」。大約在1796年的時候，柯西偶遇了法國化學家克勞德·貝托萊(Claude Louis Berthollet，1748-1822)，當時閑居在家的貝托萊幫柯西寫了一套把科學揉合到中古世紀的修道神學的科學材料，教導他數學。大約在1805年時，他就讀於巴黎綜合理工學院。他在數學方面有傑出的表現，被任命為法國科學院院士等大學的重要職位。1830年法國爆發七月革命，柯西拒絕效忠新國王，並自行離開了法國。大約在十年後，他擔任了巴黎綜合理工學院教授。在1848年時，在巴黎大學擔任教授。柯西一生寫了789篇論文，這些論文編成《柯西著作全集(Œuvres complètes d'Augustin Cauchy)》，由1882年開始出版。

## 成就
19世紀微積分學的準則並不嚴格，他拒絕當時微積分學的說法，並定義了一系列的微積分學準則。在他一生发表的近800篇论文中，較為有名的是《分析教程(Cours d'analyse de l'École royale polytechnique)》、《無窮小分析教程概論(Résumé des leçons données à l'École royale polytechnique sur le calcul infinitésimal)》。他在1823年的在其中一篇論文中，提出彈性體平衡和運動的一般方程可分別用六個分量表示。他和馬克勞林重新發現了積分檢驗這個用來測試无穷級數是否收斂的方法，積分檢驗最早可追溯到14世紀印度數學家Madhava和Madhava的Kerala學派。他一生中最重要的貢獻主要是在微積分學、複變函數和微分方程這三個領域。

## 主要貢獻
奧古斯丁-路易·柯西一生曾發現和證明過很多微分方程，主要列表如下：

| - 柯西判別法 - 柯西積分定理 - 柯西積分公式 - 柯西-施瓦茨不等式 - 柯西分布 - 柯西等式 | - 柯西數列 - 柯西-黎曼方程 - 柯西積 - 柯西–比内公式 - 柯西-歐拉方程 | - 柯西方程 - 柯西問題 - 柯西邊界條件 - 柯西面 - 積分檢驗 |

## 外部連結
- 《大英百科全书》中的条目：奧古斯丁-路易·柯西（英文）
- 奧古斯丁-路易·柯西在數學譜系計畫的資料。
- 奧古斯丁-路易·柯西詳細資料
- 奧古斯丁-路易·柯西成就 （页面存档备份，存于）